# 懸浮固體
懸浮固體（英語：Suspended solids、SS；日語：浮游物質）指的是懸浮在水中的固態粒子，可能是以膠體方式存在，也可以是因為水流速度而懸浮在水中。懸浮固體是用來判斷水液品質的一個指標。

## 說明
懸浮固體在環境污染中相當的重要，因為懸浮固體表面常會有污染物及病原体，固體的粘子越小，其單位重量小的表面積就越大，表面可以運送的污染物也就更多。

## 移除懸浮固體
懸浮固體的移除一般會透過沈澱及（或）水過濾器來進行，在去除掉大部份的懸浮固體後的水接近飲用水的水準，之後會再進行殺菌，讓水中沒有游離的病原体，或是讓微量懸浮固體上的病原体沒有致病能力。

## 文獻
1. ↑  .   [2017-11-20]. （原始内容存档于2017-11-07）.